# Salcedillo
Salcedillo – gmina w Hiszpanii, w prowincji Teruel, w Aragonii, o powierzchni 16,89 km². W 2011 roku gmina liczyła 10 mieszkańców.